# Частная библиотека

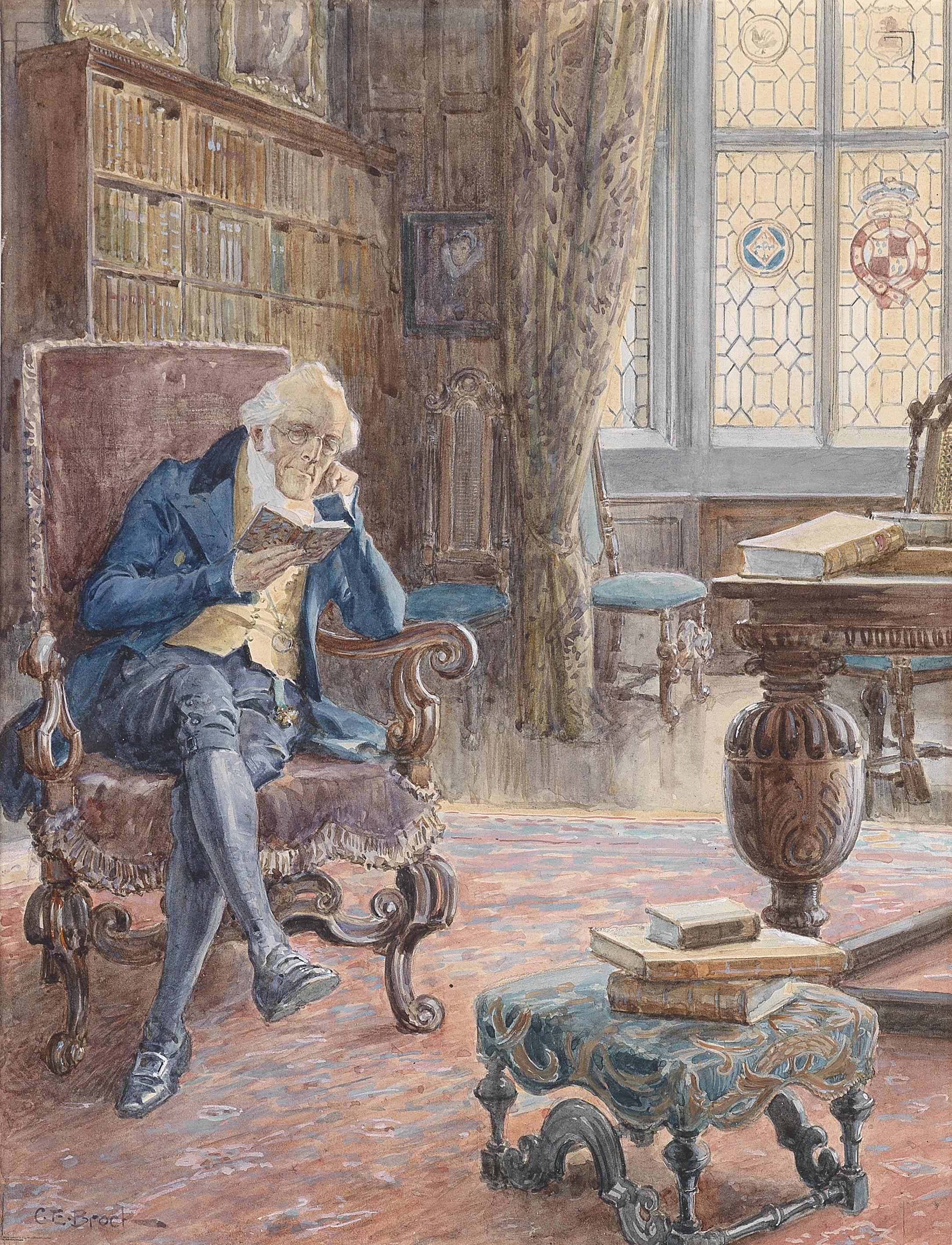

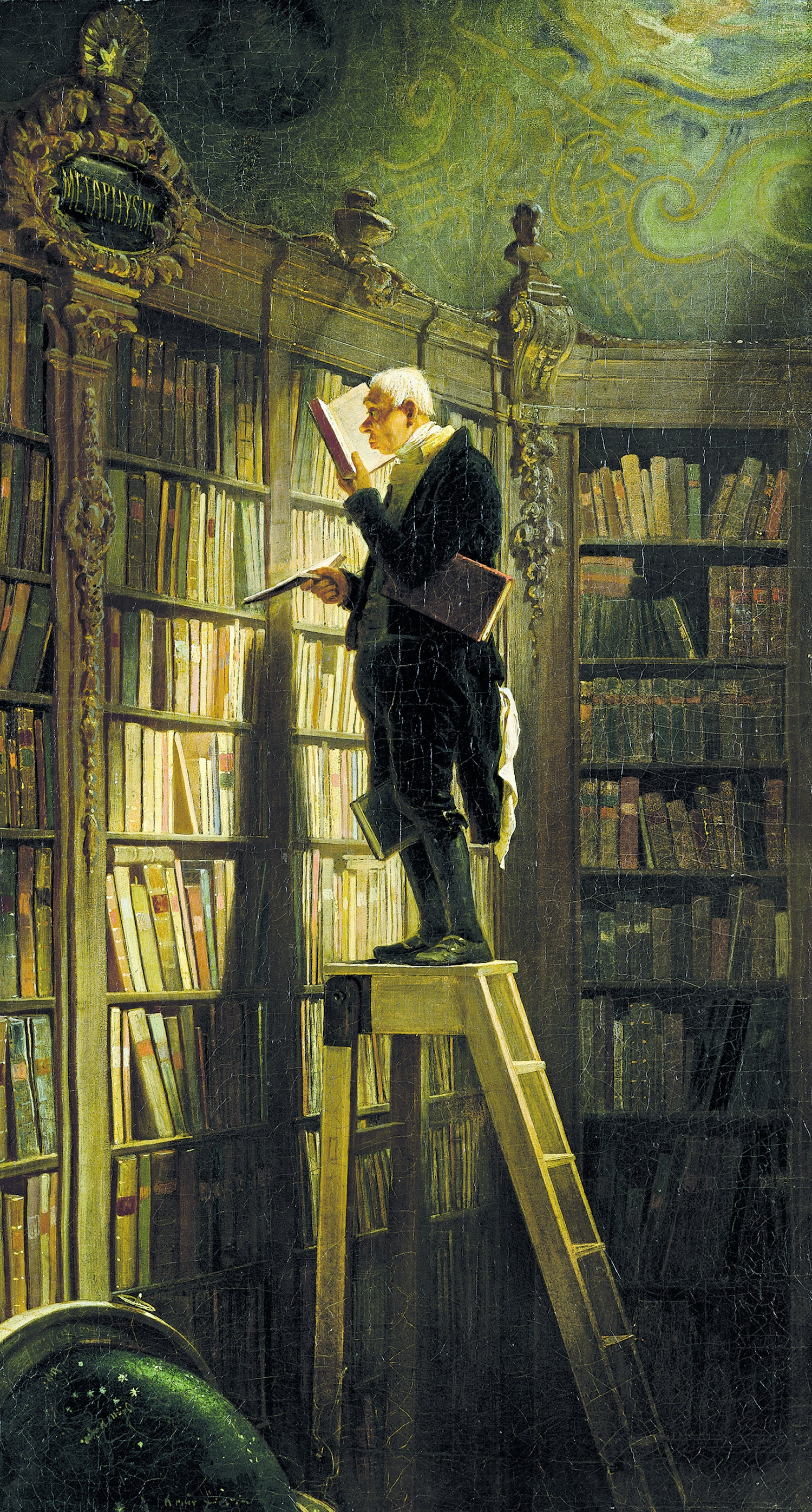
Картина немецкого художника Карла Шпицвега «Книжный червь» (1850)

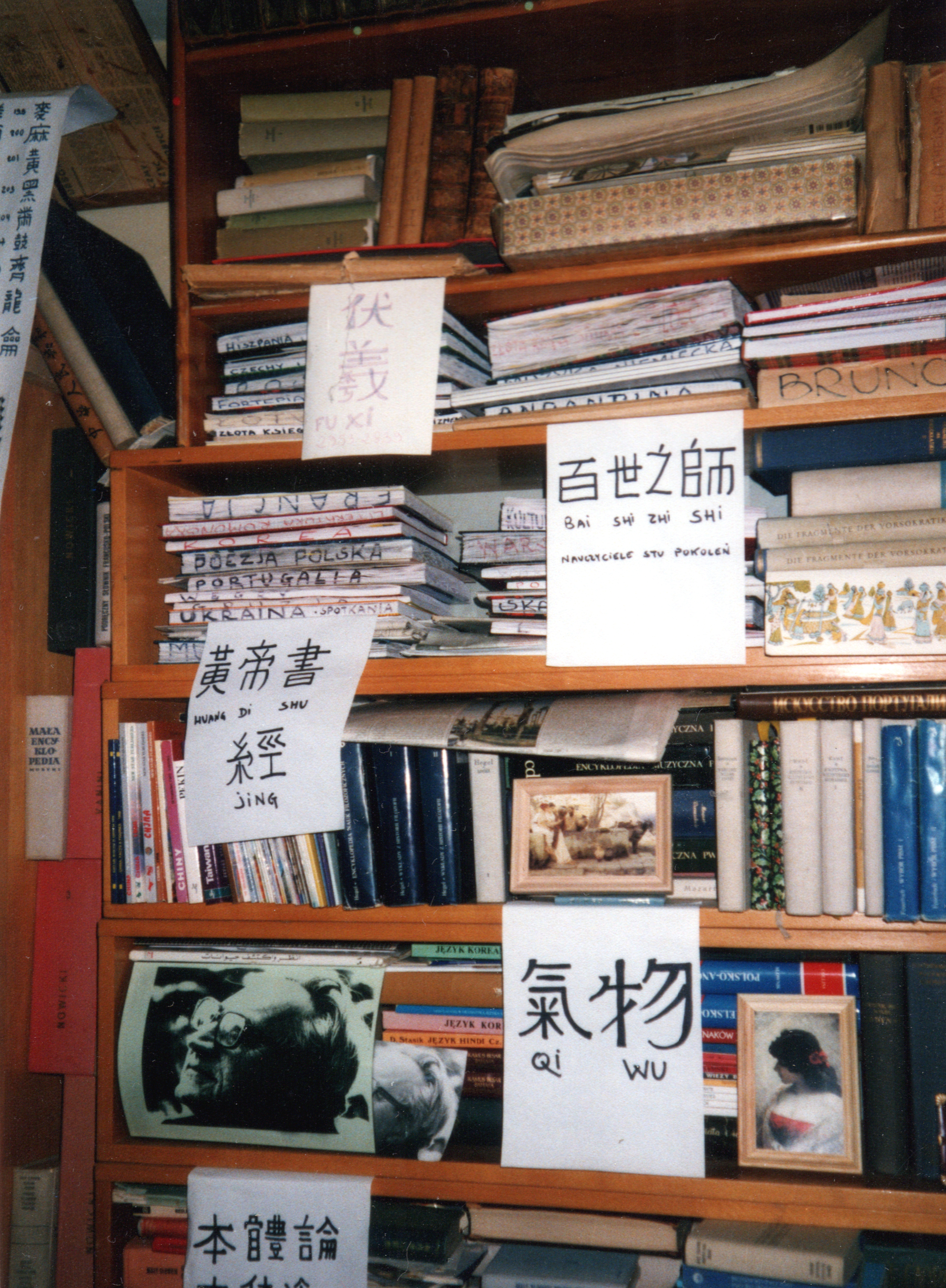
Часть библиотеки Анджея Новицкого в Варшаве с содержанием книг на китайском - фото Ивонна Новицка

Ча́стная библиоте́ка и ли́чная библиоте́ка — это библиотека, которая основывается одним человеком. Эти библиотеки, как правило, не открыты для публики, но частная может быть открыта для других людей, но за определенную плату. Личные же библиотеки никогда не становятся достоянием общественности, даже за плату. Исключение может быть только в том случае, если личную библиотеку передали во владение другой библиотеки или организации, переместив фонд. Зачастую понятия личная и частная библиотека ставят в одно предложение, как синонимы, но это хоть и схожие, все же разные понятия. Такие библиотеки меньше, чем другие типы библиотек, и диапазон книг в них ограничен личными интересами.
Обычно такие библиотеки создаются только для небольшого числа людей или даже одного человека — основателя библиотеки. Некоторые люди могут рекламировать свои частные библиотеки, но не личные.
Некоторые люди продают свои частные или личные библиотеки под различные учреждения (и даже под публичные библиотеки). Такой была библиотека Конгресса, некогда принадлежащая Джону Адамсу.  Чаще частные, как и личные библиотеки были унаследованы людьми посредством завещаний.
Некоторые люди используют штампы или наклейки, чтобы показать имущественное право на библиотеку.
Первые личные библиотеки были обнаружены в храмах и научных центрах. Владельцы личной библиотеки принадлежали высшему классу. Первой личной библиотекой, известной на сегодняшний день, была глиняная библиотека ассирийского царя Ашшурбанапала в Ниневии.
Частные и личные библиотеки были распространены в Европе в эпоху Возрождения.
Сейчас частные библиотеки в основном являются ещё и специализированными. Почти каждая юридическая фирма и некоторые больницы имеют либо юридическую библиотеку, либо медицинскую библиотеку для использования персоналом. Многие научные учреждения имеют библиотеку для ученых и исследователей. На заводах имеются инженерные библиотеки (в книгах описано устранение неисправностей и сборка сложных деталей).
Слово библиотека также может относиться к комнате в частном доме, в которой хранятся книги. Как правило, это относительно большая комната, которая открыта для всех членов семьи и гостей. Кабинеты также часто содержат коллекцию книг, но они обычно являются частным пространством, предназначенным для использования одним человеком.

## Знаменитые частные библиотеки
- Библиотека королевы Елизаветы II в Виндзорском замке
- Павильон Тяньи — самая старая частная библиотека в Азии; расположена в Нинбо, Чжэцзян, Китай
- Библиотека сэра Томаса Брауна
- Библиотека Линдезиана
- Библиотека Хаима Сайеда Зиллера Рахмана, расположенная в Алигархе, Индия
- Библиотека истории человеческого воображения
- Библиотека Рудольфа Штайнера
- Библиотека Джорджа Вашингтона Вандербильта в поместье Билтмор
- Библиотека Самюэля Пипса в Колледже Магдалины Кембриджского университета